# Плави чичак
Плави чичак (лат. Echinops ritro), је вишегодишња зељаста биљка из фамилије фамилије главочика, лат. Asteraceae. Цвета у периоду од јула до августа.

## Опис
Стабло је усправно, негранато или гранато од половине, округло, са беличастим маљама, висине од 30 до 70 цм. Листови су линеарни, перастог облика, где је лице листа тамније зелено обојено и без длачица, док је наличје светлије зелено до беличасто и храпаво. Приземни листови се налазе на дршкама док листови стабла и горњи листови полазе директно из рукавца. На стаблу се налазе трнолики израштаји. Цвет је трнолика главичаста цваст плаво обојена. Цваст формира 2 реда цветова при чему је први ред краћи од другог. Брактеја која обухвата цваст је различитог облика од споља ка унутрашњости цвета. Споља је назубљена, у средишњем делу глатка са трном и љубичасте боје као и у унутрашњости где се завршава трном . Модификовани чашични листићи су срасли. Плод је ахенија, жуте боје са длачицама, величине око 7 мм.

## Ареал распрострањења
Врста са широком еколошком валенцом, расте од Сибира преко западне и средње Европе до Балканских држава. 

## Станиште
Плави чичак је чест на отвореним, сунчаним, каменитим или ливадским стаништима, ивицама шума. Нађен је и на падинама Ртња у Србији.

## Угроженост и заштита
Подврста врсте Echinops ritro ruthenicus припада ендемима Србије.

## Галерија
- Цвет плавог чичка
- цвет